# Majerz (polana)
Majerz – niewielka polana na wschodnich stokach Cisówki w Pieninach Spiskich. Położona jest na wysokości około 740 m n.p.m. Według podań dawniej istniał tutaj dom letni właścicieli zamku w Niedzicy. Hanna Pieńkowska i Tadeusz Staich w 1956 piszą o nim: „...osobny letni dwór, zapewne rodzaj dużego pawilonu, wznoszony rękami zelorzy i od nich przeklęty: spalić go miał ognisty deszcz, piorun, i to piorun z jasnego nieba”. Obecnie resztki fundamentów zarośnięte są już krzakami. Istnieje natomiast wybudowany dużo później, na sztucznej platformie drewniany domek z altaną.
Majerz znajduje się po południowej stronie górnej części polany polany Cisówka, w odległości 2,5 km od przełęczy Przesła. Z polanki rozciągają się widoki na Lubań, Pasmo Radziejowej i Pieniny. Nazwa polany pochodzi od niemieckiego słowa Maierhof oznaczającego folwark. Na Podtarzu zostało ono spolszczone na majerz. Na Spiszu majerzem nazywano koszary, w których trzymano na polu krowy przez sezon wypasowy, zaś majerem odpowiednika bacy (w odróżnieniu od niego nie zajmował się owcami, lecz krowami).
Polana znajduje się w granicach wsi Niedzica w województwie małopolskim, w powiecie nowotarskim, w gminie Łapsze Niżne.

## Szlaki turystyki pieszej
od zamku w Niedzicy przez Cisówkę, przełęcz Przesła i Żar do Dursztyna. Czas przejścia po 3:30 godz. w obu kierunkach.